# 中国における日本の沖縄領有懐疑論
中国における日本の沖縄領有懐疑論（ちゅうごくにおけるにほんのおきなわりょうゆうかいぎろん）では、中華人民共和国と中華民国（台湾）の公式な認識に反して一部のメディアや歴史学者、政府・軍関係者によって行われる、「琉球処分や沖縄返還は国際法上の根拠がなく、沖縄には合法的主権がない」とする認識や、「中国も主権を有している」という主張について解説する。

## 主張内容
1928年5月、中国国民党が南京において排日教育方針を決議したが、日本の活動は武力的・政治的・経済的・文化的侵略であるとし、経済的侵略として日貨排斥、国貨使用を提唱、日本が中国を侵略するのは人口が増加しているためであり、日本が行う中国での文化事業までも文化的侵略であるとし、馬関条約、義和団の乱、対華21カ条要求の撤回、沖縄、台湾、朝鮮、関東租借地の返還を主張している。
中国国民党が決議した排日教育方針は以下である。
1. 国恥教材を十分中小学教科書中に編入すること
2. 学校は機会ある毎に、国恥事実を宣伝し、我が国第一の仇敵が何国なるかを知らしめ、これを反覆すること
3. 国恥図表を設備し、学生に対し機会ある毎にこれを示し、その注意を促すこと
4. 第一の仇敵を打倒する方法に関し、学校において教師学生共同研究すること

佐々木秀一『時局と教育的対策』（明治図書、1938年11月）は、中国国民党の排日教育方針について「彼等は、自己に都合よき場合には歴史上の因果関係を肯定し、然らざる場合にはこれを否定する」とし、自分たちが多民族の領土を略奪したものを当然とする一方、アヘン戦争以降に喪失した領土については不当であると主張するのは自己矛盾であると指摘している。佐々木秀一『時局と教育的対策』（明治図書、1938年11月）によると、中国国民党による排日教育の内容は以下である。朝鮮、沖縄、台湾の領有権は言及しているが、日本帝国主義によって奪われたと主張する尖閣諸島の領有権について、何ら触れていないのが興味深い。

## 時系列
2005年
- 4月18日

中国北京市で反日デモがあった際は、「沖縄を中国に返せ」と書かれたビラが出たと、沖縄県の沖縄タイムスが報じた。
- 8月1日

中国の国際問題専門誌・『世界知識』は、「戦後の日本による米国からの琉球接収は国際法上の根拠を欠き、その地位は未確定のままだ」と主張した。時事通信は、中国のメディアに沖縄の日本帰属に疑問を呈する論文が登場するのは異例だと報じた。
2009年
- 12月

中国北京市で中国人歴史研究者らによるシンポジウムが開かれた際に、日中歴史共同研究の中国側委員も務めた北京大大学教授・徐勇は、「明治政府による琉球併合も、戦後の沖縄返還も国際法上の根拠はない」との主張をおこなった。
これに対し、琉球大学名誉教授・上里賢一は、「徐教授は過激な反日派ではないのに、こうした議論を展開している。中国政府も、中国共産党も、公式見解と異なる主張を黙認しているのが怖い」と話し、「米軍普天間飛行場の問題が焦点化した時期のシンポジウム開催に、意図的なものを感じた」として、参加を断った。
早稲田大学特別研究員・三田剛史も、徐教授のような議論は戦前に多かったが、戦後は息を潜めたとし、今世紀に入り、「中国は沖縄に対する権利を放棄していない」と主張する研究論文が発表され始め、関連した論文は06年以降だけで一気に約20本も出た、と話した。また、論文急増の理由を「研究の自由の幅が広がったからとも、沖縄の基地問題を巡る日米両政府への反発をにらんだ動きとも考えられる」と分析し、「日中関係や基地問題の行方次第で、さらに広がるかもしれない」と指摘した。
2010年
- 6月

2009年9月、菅直人副総理が喜納昌吉に対し、「沖縄は独立した方がいいよ」などと語っていた事が判明し、一部の中国のネットサイトは、絶賛したり、「沖縄は一度独立させ、中国の属国にしよう」との意見があったりした。また、複数のサイトでは日本の主権には正当性がない、とする「沖縄奪還論」が多数あった。
- 8月26日

中国網（チャイナネット）で、清華大学学者・劉江永は、歴史及び国際法上、日本は沖縄を強制的に併呑したのであり、合法的主権はないとし、「中国は沖縄を取り戻すべきだ」と言っても、それはまったく滑稽な話となり、中国政府はかつて沖縄に対して主権を有したことはなく、中国が沖縄を取り戻すことには歴史的根拠に欠け、国際法上の支持もないからだと主張した。その上で「中国政府も一貫して沖縄が日本に属することを認めてきた」と指摘。一部の学者は、中国は沖縄を取り戻すべきだと主張しているが、それは民間の極めて少数の意見に過ぎず、しかも中国の主流の声または中国政府の姿勢を示すものではない、と主張した。
また、中国社会科学院日本処の学者・呉懐中は、中国も沖縄に対し主権を有しているとした上で、「中国の学者が中国は沖縄の主権を取り戻すべきだと主張することは、空騒ぎする日本の学者にとって警告となる」とし、「中国の学者が沖縄を借りて日本を反撃することは、歴史的角度または現実的角度から見て、日本に対しては完全に過度に非難できない刺激となり、中国が発言権を取り戻す上でも大きな助けとなる」と主張した。
- 9月18日

中国北京市の反日デモの際に、「琉球を返せ」と書いた、Tシャツやプラカードを掲げて主張した。
- 9月19日

中国商務省研究者・唐淳風は『環球時報』で、沖縄は明治政府が19世紀末に清国から奪い取ったもので、日本政府は今も沖縄住民の独立要求を抑え込んでいるとし、かつての琉球王国住民の大部分は福建省、浙江省、台湾付近の出身で、言葉も制度も中国大陸と同じだったとした。また、魚釣島については中国領であることは明白で「日本には中国と話し合う資格もない」と主張した。
これに対し、宮崎正弘は、「中国は沖縄を独立させようとしているのです。そうして沖縄と安全保障条約を結び、自軍を駐屯させると。今までもチベット人やウイグル人の土地をそのやり方で奪ってきましたから」と指摘した。
- 9月

香港の有力誌・『亜州週刊』は、尖閣諸島問題の発端はアメリカが、施政権を勝手に譲ったのが原因だとして、尖閣諸島の主権を争うなら、中国は、沖縄の主権の帰属についても合わせて議論すべきだ自社の意見を掲載した。
- 10月16日

中国成都市の反日デモの際に、デモの先頭集団は「琉球回収、沖縄解放」の横断幕を掲げていた。解放とは解放軍による解放で、政府に軍事力発動をけしかけていると毎日新聞が報じた。
- 11月8日

中国商務省研究者・唐淳風は『環球時報』で、「1879年に琉球王朝が廃止されてから1945年の敗戦まで、日本政府が沖縄に対して残酷な統治を行った」と決めつけた。また、終戦間際には現地軍に県民の皆殺しを命じ、「米軍占領の直前に日本軍は26万人を殺し、虐殺の規模は南京大虐殺に次ぐものとなった」とし、「1972年の本土復帰後、日本政府が沖縄を国内植民地として扱った」などと主張した。
「沖縄の米軍基地問題をめぐって日本政府と沖縄住民の対立が深まり、沖縄独立の機運を高めた」とし、「沖縄の独立闘争は沖縄だけの問題ではなく、全世界の圧迫を受けている民族をいかにして解放するかという大きな問題だ」と主張した。また、日本政府は沖縄の陸海空自衛隊の配置を強化し、日米同盟を頼みとして再び沖縄を中国封じ込めの最前線基地にしようと企てているとし、「沖縄独立闘争の主な目的の一つは中国の戦略的安全にある」と主張した。
2011年
- 2月10日

中国人民解放軍海軍の張召忠少将はCCTVの『今日関注』のインタビューで、「第二次世界大戦前に日本が書いた地図をみても、釣魚島が日本の領土であるとの記載はない。そして、琉球諸島も日本の領土ではないことが分かる。したがって、釣魚島は中国の領土なのだ。」と語った。
2012年
- 7月12日

韓国の東亜日報によると、中国国防大学戦略研究所長の金一南少将は、中国の国営ラジオ局(中央人民広播電台)とのインタビューで、「釣魚島（沖縄県・尖閣諸島の中国名）に関しては日本側に必ず、行動で見せてやらなければならないが、問題の視野をさらに広げて沖縄の（中国への）帰属問題を正式に議論しなければならない」と述べ、そもそも琉球処分そのものが無効であると述べた。
- 7月17日

鳳凰衛視に、新華社を出典として「中国的神聖領土釣魚列島」と題した記事が掲載された。和訳すると、「中国の神聖な領土尖閣諸島」という意味合いになる。なお、新華社の資料からは、「神聖的領土釣魚諸島」という題を確認することができる。
- 11月14日

中国、韓国、ロシアによる「東アジアにおける安全保障と協力」会議の席上、中国外務省付属国際問題研究所のゴ・シャンガン副所長は「日本の領土は北海道、本州、四国、九州４島に限られており、北方領土、竹島、尖閣諸島にくわえて沖縄も放棄すべきだ」と公式に演説した。そのためには中国、ロシア、韓国による反日統一共同戦線を組んで米国の協力を得たうえで、サンフランシスコ講和条約に代わって日本の領土を縮小する新たな講和条約を制定しなければいけない、と提案した。モスクワ国際関係大学国際調査センターのアンドレイ・イヴァノフは、この発言が中国外務省の正式機関の幹部で中国外交政策の策定者から出たことに対し、多かれ少なかれ中国指導部の意向を反映していると述べている。
2013年
- 5月8日

中国共産党機関紙、人民日報は沖縄県について「独立国家だった琉球を日本が武力で併合した」などとして、第二次世界大戦での日本の敗戦時は「琉球の帰属について議論するべき時だった」と主張する論文を掲載した。
- 5月16日

中国人民解放軍軍事科学院の軍事評論家、羅援が、中国の公式メディアを通じて「琉球は中国のものである」という点を強調した。同日付の共産党機関紙『環球時報』は、露骨な見出しで羅元のコメントを報じた： 「琉球は中国のものであり、決して日本のものではない」。
- 7月5日

中華人民共和国国営通信社の中国新聞網のフォーラムには、今後2020年から中国は台湾、ベトナム、インドとの戦争後、尖閣諸島と沖縄を取り戻すための「六場戦争」を行うとする戦争計画を発表した。
- 7月31日

沖縄が中国領土と主張する民間団体中華民族琉球特別自治区設立準備委員会は国際法廷に沖縄の領有を提訴する準備をしていると発表した。
- 8月15日

中国共産党機関紙、人民日報は「尖閣のみならず、沖縄も日本の領土でない」「ポツダム宣言で確定した日本の領土に釣魚島（尖閣諸島）は含まれていない」「中国に対して拘束力を持っていないサンフランシスコ平和条約で「沖縄返還」と言われても無効」で「米国は勝手に沖縄を日本に戻す権利はない」との中国社会科学研究の最高学術機構「中国社会科学院」世界歴史研究所の研究員の意見を載せた。
- 10月15日

中国軍事理論家、軍事評論員であり、中国人民解放軍国防大学教授を歴任した張召忠は「琉球は日本に属しておらず独立すべきであり、先島諸島は台湾に属しており、清朝と日本が1888年に結んだ協定により、中国に返還されるべきであり、釣魚島は言うに及ばない。」と、琉球独立を支持し、先島諸島と台湾、尖閣諸島が中国の領土であると主張した。
2018年
- 4月22日、琉球独立を主張する団体琉球民族独立総合研究学会理事の親川志奈子が国連で固有文化を持つ沖縄人を『先住民』と認めるよう日本政府に求めるとともに、在日米軍基地が沖縄に集中している問題についても解決を呼びかけた件について、中国のネットユーザーからは「琉球はもともと独立国家だったのだから支持する」など「琉球独立」支持の声が多く出た[28][29][30]。また、「琉球人民の正義による民族独立運動を支持する」「琉球人民が立ちあがった」「琉球諸島は古くは中国の土地だったのは知っているのだろうか」との意見も出た[28][29][30]。

2021年
- 9月20日、フランス軍事省傘下の軍事学校戦略研究所（英語版）(IRSEM)は、中国の影響力拡大戦略についての報告書を発表し、在外華人を使った中国共産党の宣伝工作、国際機関への浸透、インターネットの情報操作などを分析し、中国が潜在的敵国の弱体化を狙い、沖縄で独立派運動を煽っていると指摘した[31]。沖縄への関与は、中国にとって「日本や在日米軍を妨害する」意味を持ち、沖縄住民には日本政府への複雑な気持ちが残り、米軍基地への反発も強いため、中国にとって利用しやすい環境にあるとし、中国が独立派を招いて学術交流を促したり、中国人が米軍基地近辺で不動産投資を進めている動きがあると列記した[31]。また、中国は独立派と同様に、憲法9条改正への反対運動、米軍基地への抗議運動を支援しており、その背景には日本の防衛力拡大を阻止する狙いがあるとも指摘した[31]。

2022年
- 1月1日、日米の安全保障政策に詳しいハドソン研究所の村野将は「米軍基地が集中する沖縄は世論が分断しやすく、その影響で生じるインパクトも大きい。日米の防衛力を低下させるように外部勢力が世論を方向付けする余地がある」と話した[32]。

2023年
- 2023年2月、山東省出身の中国人女性が沖縄県屋那覇島を購入したと、SNSに投稿した。中国のネットユーザーからは「中国の領土にできますね」、「中国軍が行くには便利な場所ですか？」といった反応が見られた[33]。
- 2023年5月27日、中国軍元幹部孫建国が日本側に「沖縄が独立すると言ったら？」と台湾問題に絡み発言した[34]。
- 2023年6月12日、琉球新報が中国人が管理者と思われる「快看資訊（クァイ・カン・ズウ・シュン）」というYoutubeチャンネルが「沖縄が県名について『琉球』を復活させることを決定したと琉球新報が報じた」ということが虚偽であるとファクトチェックを配信した[35]。
- 2023年10月19日、台湾メディアの報導者（中国語版）は、玉城が北京の琉球人墓地を訪れたことが中国共産党による沖縄認知戦に利用された可能性を報道している[36]。日本や沖縄の現地ニュースでは、玉城デニーは古来、商売や学問のために異国の地で亡くなった琉球の先祖を弔問しており、林世功の話には触れていなかったが、中国ネットの宣伝で、玉城が「抗日民族の英雄・林世功」に弔問に訪れ、沖縄が中国との伝統的な関係を取り戻し、「琉球復国」という政治的悲願を果たしたいことを暗に示したと報道[36]。環球時報の取材を受け、北京の琉球墓地に敬意を表し、北京の沖縄同胞との宴会で唐船ドーイを踊ったことも大きく取り上げられ、玉城デニーは『環球時報』のインタビューに応じ、「彼は『台湾有事は日本有事』を拒絶した」と語ったと報道された[36]。また、報導者（中国語版）の報道では、琉球独立派のロバート・カジワラとの会談や、日本の千葉県で中国の「祖国」という歌を歌う高校の合唱団の動画を盗用、「琉球の人々の心は中国に向いている」という情景を作り出し、中国と琉球はともに「平和を愛する」国であり、それゆえ「台湾有事」という日米の扇動に沖縄の人々の未来を犠牲にさせてはならないと強調した動画が拡散されたことも報道した[36]。
- 2023年12月に出版された安田峰俊の『戦狼中国の対日工作』によると、中国共産党は尖閣諸島並びに琉球への関与のギアをあげているという。なせならば、人民日報に琉球問題として多数の記事が掲載され、人民日報はただの新聞ではなく中国共産党の機関紙であるためである[37]。また、日本が台湾問題への関与を深めた場合には中国側が沖縄の領有権を主張する可能性も指摘されている[38]。

2024年
- 中国・遼寧省大連市の国立大学大連海事大学は、沖縄を巡る研究を目的とした「琉球研究センター」の設立を計画していることが分かった[39][40]。玉城デニー知事が2023年に訪中したことがきっかけだとされ、日本に対して「琉球カード」を外交に使うことが目的とされている。琉球研究センターのセミナーには、北京大学、復旦大学、武漢大学、南京大学、中国社会科学院、遼寧大学から20名以上の専門家が招かれたという。 長年「琉球学」を提唱してきた北京大学歴史学部の徐勇教授は会議で、今後の「琉球問題」研究は、対象者を明確にし、学問の位置づけを標準化し、政治研究を強化し、国際的影響力を高めるべきだと提案した。 注目すべきは、徐勇が以前『抗日戦争研究』誌に寄稿し、国際社会は「カイロ宣言」をはじめとする国際原則を遵守し、琉球民族の民族自決権を尊重し、「琉球主権」問題の国際化を真に解決すべきだと指摘した。これは、琉球地位未定論に基づいている[41]。

## 中国人民解放軍の「六場戦争（六つの戦争）」計画
詳細については、「中国人民解放軍#中国人民解放軍の「六場戦争（六つの戦争）」計画」も参照の事。
2013年7月、中国政府の公式見解ではないとしながらも、中国の『中国新聞網』や『文匯報』などに、中国は2020年から2060年にかけて「六場戦争（六つの戦争）」を行うとする記事が掲載された。この「六場戦争（六つの戦争）」計画によれば、中国は2020年から2025年にかけて台湾を取り返し、2028年から2030年にかけてベトナムとの戦争で南沙諸島を奪回し、2035年から2040年にかけて南チベット（アルナーチャル・プラデーシュ州）を手に入れるためインドと戦争を行い、2040年から2045年にかけて尖閣諸島と沖縄を日本から奪回し、2045年から2050年にかけて外蒙古（モンゴル国）を併合し、2055年から2060年にかけてロシア帝国が清朝から奪った160万平方キロメートルの土地（外満州、江東六十四屯、パミール高原）を取り戻して国土を回復するという。
オーストラリア国立大学研究員のGeoff Wadeは、この記事について一部の急進主義者の個人的な見解にすぎないという意見があるが、中国の国営新聞も報道しており、中国政府の非常に高いレベルで承認されたものとみなすことができ、また中国の「失われた国土の回復」計画はすでに1938年から主張されていたと指摘している。

## 文献情報
- 大田由紀夫「ふたつの「琉球」-13・14世紀の東アジアにおける「琉球」認識」『平成17-20年度科学研究費補助金基盤研究(A)(2)「13-14世紀の琉球と福建」研究成果報告書』2009年、199-216頁。